# Patrik Blomberg Book
Patrik Blomberg Book, född 10 november 1968 i Malmö, är en svensk filmregissör, filmklippare, musiker och kompositör. 
Han har varit verksam som filmregissör sedan 1992. Book var anställd vid ljudavdelningen på SVT Malmö 1984–1987. Han arbetade som trailerklippare på danska TV3/Kanal 5 2000–2007.
För dokumentärfilmen Lille voksen tilldelades han ett danskt Robert-pris 2009 samt danska motsvarigheten till Kristallen, TV-Prisen, 2010. Book har skrivit manus och regisserat långfilmen Düsseldorf, Skåne (2024). 